# Merenye
Merenye is een plaats (község) en gemeente in het Hongaarse comitaat Baranya. Merenye telt 319 inwoners (2001).